# صادق سرمد

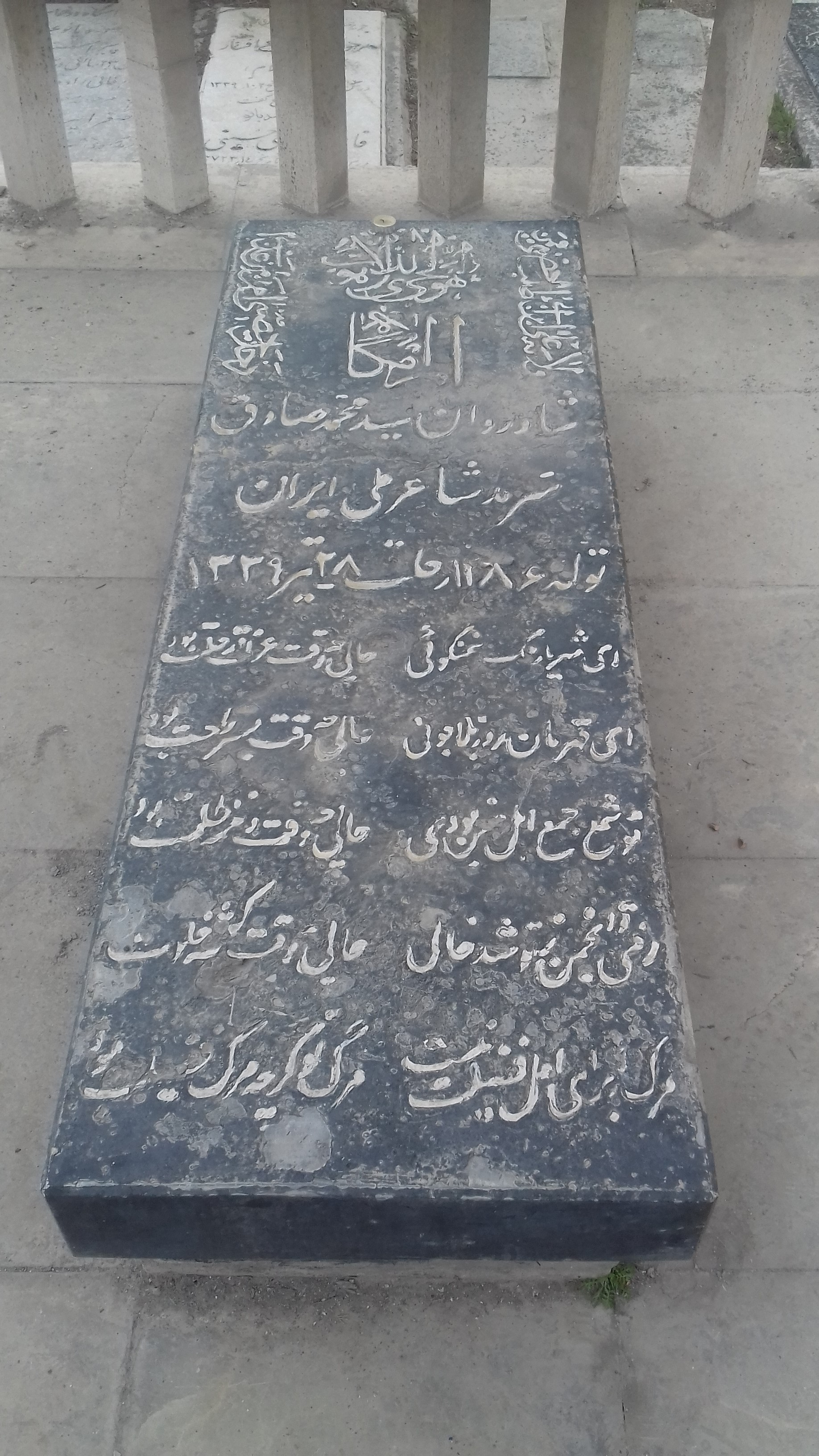
سنگ مزار صادق سرمد در گورستان امامزاده عبدالله شهر ری

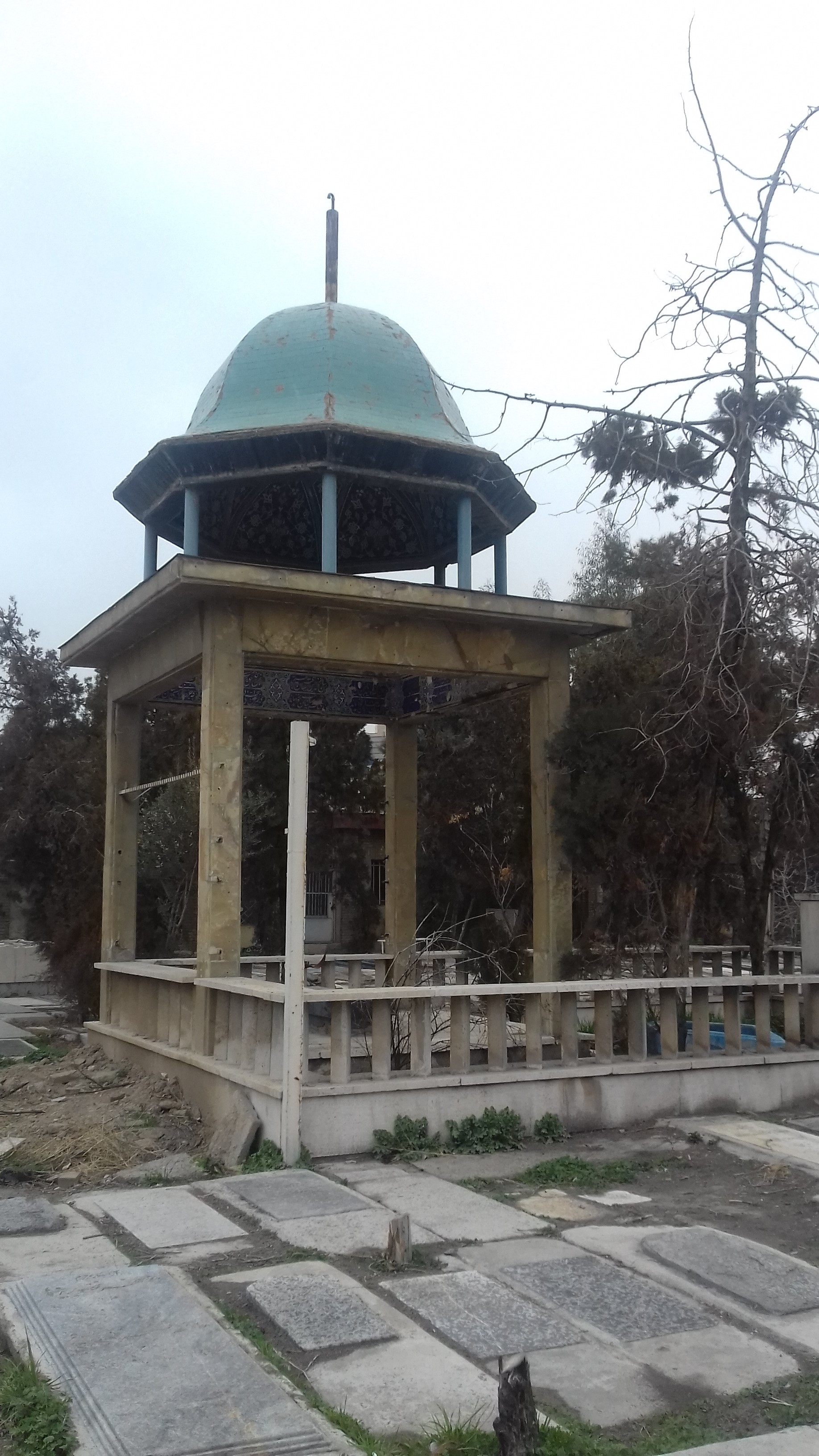
تصویر دیگر از مزار صادق سرمد در گورستان امامزاده عبدالله شهر ری

صادق سرمد (۱۳۳۹-۱۲۸۶)، شاعر، روزنامه‌نگار، حقوق‌دان و سیاست‌مدار اهل ایران بود

## زندگی‌نامه
سید صادق سرمد، فرزند سید محمدعلی در سال ۱۲۸۶ خورشیدی در تهران متولد شد. تحصیلات خویش را در «رشته حقوق» به پایان رسانید، و مدت‌ها عضویت هیئت مدیره کانون وکلای دادگستری را عهده دار بود و در دوره هجدهم به نمایندگی مجلس شورای ملی از حوزه انتخابیه درگز برگزیده شد. وی به مدت ۷ سال روزنامه صدای ایران را به چاپ رسانید. صادق سرمد در ۲۸ تیر ۱۳۳۹ بر اثر بیماری سرطان در تهران درگذشت و در امامزاده عبدالله (شهرری) به خاک سپرده شد.

## نمونه‌ای از اشعار
سروده‌ای از صادق سرمد:
| میخانه اگر ساقی صاحب نظری داشت     |
| می خواری و مستی ره و رسم دگری داشت |
| پیمانه نمی‌داد به پیمان شکنان باز   |
| ساقی اگر از حالت مجلس خبری داشت    |
| بیدادگری شیوه مرضیه نمی‌شد          |
| این شهر اگر دادرس و دادگری داشت    |
| یک لحظه بر این بام بلاخیز نمی‌ماند  |
| مرغ دل غم دیده اگر بال و پری داشت  |
| در معرکه عشق که پیکار حیات است     |
| مغلوب، حریفی که بجز سر سپری داشت   |
| سرمد سر پیمانه نبود این همه غوغا   |
| میخانه اگر ساقی صاحب نظری داشت     |

## آثار چاپ شده
- درای کاروان (۱۳۲۹)
- نغمهٔ کمال (۱۳۳۴، ناشر ابوالقاسم تفضلی)
- سرو و سرمد (۱۳۴۱، ناشر ابن سینا)
- دیوان صادق سرمد (۱۳۴۷)